# Tupegóvskaia
Tupegóvskaia (en rus: Тупеговская) és un poble de la República de Komi, a Rússia, segons el cens del 2010 tenia 144 habitants.